# Detlev Karsten Rohwedder
Detlev Karsten Rohwedder (Gotha, 16 d'octubre de 1932 – Düsseldorf, 1 d'abril de 1991) va ser un polític i empresari alemany, militant del Partit Socialdemòcrata d'Alemanya. Va ser el director de l'agència Treuhandanstalt, encarregada de les privatitzacions de les empreses estatals de la República Democràtica Alemanya (RDA), quan el govern i el sistema comunista va caure, i aquesta es va unificar amb la República Federal Alemanya (RFA).
Va ser assassinat per un franctirador a la seva casa de Düsseldorf. El grup armat alemany d'ideologia marxista-leninista, Fracció de l'Exèrcit Roig (RAF), va reivindicar l'autoria de l'assassinat, però el franctirador mai va ser identificat.

## Assassinat
El dilluns 1 d'abril de 1991, a les 23:30h, Detlev va ser disparat i assassinat pel primer dels tres trets provinents d'un rifle, que va travessar el vidre de la finestra del primer pis de casa seva, situat al suburbi de Düsseldorf-Niederkassel (Kaiser-Friedrich-Ring 71). El segon tret va ferir la seva dona Hergard; el tercer va tocar una prestatgeria.
Els trets van ser disparats des de 63 metres de distància, el cartutx del rifle tenia un calibre estàndard de 7.62×51mm OTAN, i es tractava del mateix rifle que va ser utilitzat durant l'atac d'un franctirador de la RAF a l'ambaixada americana al febrer. Una inspecció a l'escena del crim va trobar tres cascos de cartutx, una cadira de plàstic, una tovallola, i una carta que reclamava la responsabilitat de l'acció a un comando de la RAF anomenat després Ulrich Wessel, una militant de la RAF que havia mort el 1975.
El 2001, mitjançant l'anàlisi d'ADN trobada en un pèl a l'escena del delicte, es va descobrir que pertanyia a Wolfgang Grams, membre de la RAF. El fiscal no va considerar aquest evidència suficient per considerar a Grams com a sospitós de l'assassinat.
El 10 d'abril de 1991, Detlev va ser homenatjat a Berlín amb un dia de condol pel President alemany Richard von Weizsäcker, el Ministre-President de Rin del Nord-Westfàlia, Johannes Rau, i el President de l'agència Treuhandanstal, Jens Odewald.

## La sèrie
El 25 de setembre de 2020 es va estrenar a Netflix la sèrie d'aquest assassinat no resolt, anomenada Rohwedder: Einigkeit und Mord und Freiheit.